# Classe Le Normand
La classe Le Normand (dal nome della prima unità varata), detta anche E52, è stata una classe di navi prodotta dall'industria navale francese per la Marine nationale dopo la fine della seconda guerra mondiale. Le navi della classe Normand, secondo la nomenclatura navale francese dell'epoca, erano classificate escorteurs rapides, erano contraddistinte dal pennant number F ed erano equiparabili a delle fregate.

Questa classe costitutiva un'evoluzione rispetto ai precedenti escorteurs rapides della classe Le Corse e fu realizzata in 14 esemplari destinati alla lotta antisommergibile, ripartiti in 2 serie: la prima serie di 11 unità denominata E52A e la seconda serie con le restanti ultime 3 unità denominata E52B.

## Storia
Dopo la seconda guerra mondiale la Marine nationale è composta di vecchie unità che sono sopravvissute alla guerra, integrate da unità leggere provenienti dalla US Navy e dalla Royal Navy, unitamente ad alcune navi tedesche e italiane recuperate a titolo di danni di guerra. L'esperienza della guerra aveva dimostrato l'utilità di navi di scorta per la protezione dei convogli oceanici e delle grandi navi.
Dal 1943, apparve dunque un nuovo tipo di nave di scorta (escorteur) come le fregate inglesi della River, le corvette della Flower, di cui saranno dotate le Forces navales françaises libres (FNFL), e i cacciatorpediniere di scorta statunitensi della classe Cannon.
Nel 1949, la Francia e altri paesi occidentali, con l'inizio della guerra fredda, decisero la costruzione di navi di scorta rapide (escorteurs rapides) per la protezione dei gruppi aeronavali per operare nel contesto della NATO e la Marine nationale si vide affidare la missione prioritaria della lotta antisommergibile. La marina declina così le sue future realizzazioni navali di escorteurs d'escadre, escorteurs rapides e avisos escorteurs (per la lotta antisommergibile) e escorteurs côtiers.
I sette primi escorteurs rapides type E-52A (dal Le Normand al Le Savoyard, incluso) rientravano nel Mutual Defense Assistance Program (MDAP), in pratica questa navi erano di proprietà degli Stati Uniti d'America ed erano prestate alla Francia con l'obbligo di restituzione una volta terminato il servizio attivo.

## Caratteristiche
L'escorteur rapide de type E52A e E52B è una nave di 1.500 tonnellate di dislocamento, le sue due turbine a vapore da 20.000 cv (14.718 kW) gli permettono una velocità massima di 27 nodi e la sua autonomia è di quasi 5.000 miglia nautiche a 15 nodi. L'armamento era evoluto, rispetto al tipo E50 : il lanciatore di granate antisottomarino fu eliminato, i tubi lanciasiluri da 550 mm furono spostati da prua a poppa e il lanciarazzi da 375 mm fu spostato da poppa a prua.

### L'armamento
lotta antisommergibile
- E52A : 1 lanciarazzi sestuplo Bofors da 375 mm (avanti)
- E52B : 1 mortaio quadruplo ASW da 305 mm (dietro)
- 4 × 3 tubi lanciasiluri da 550 mm (dietro)

difesa antiaerea
- E52A : 3 × 2 cannoni da 57 mm (1 torretta avanti e 2 dietro)
- E52B : 2 × 2 cannoni da 57 mm (1 torretta avanti e 1 dietro)
- 2 cannoni da 20 mm Oerlikon (uno su ogni lato)

## Unità
| N° HCS       | Nome                | Cantiere navale  | Varo             | Ingresso in servizio | Disarmo           |
| ------------ | ------------------- | ---------------- | ---------------- | -------------------- | ----------------- |
| F765 DE.1007 | Le Normand          | La Seyne-sur-Mer | 13 febbraio 1954 | 11 novembre 1956     | 29 ottobre 1983   |
| F766 DE.1009 | Le Picard           | Nantes           | 21 maggio 1954   | 20 settembre 1956    | 21 dicembre 1979  |
| F767 DE.1010 | Le Gascon           | Nantes           | 23 ottobre 1954  | 29 marzo 1957        | 26 settembre 1977 |
| F768 DE.1008 | Le Lorrain          | La Seyne-sur-Mer | 16 giugno 1954   | 1º gennaio 1957      | 6 marzo 1976      |
| F769 DE.1013 | Le Bourguignon      | Saint-Nazaire    | 28 gennaio 1956  | 11 luglio 1957       | 29 settembre 1976 |
| F770 DE.1011 | Le Champenois       | Nantes           | 12 marzo 1955    | 1º giugno 1957       | agosto 1975       |
| F771 DE.1012 | Le Savoyard         | La Seyne-sur-Mer | 7 maggio 1955    | 14 giugno 1957       | 29 febbraio 1980  |
| F772         | Le Breton           | Lorient          | 23 aprile 1955   | 20 agosto 1957       | 2 aprile 1976     |
| F773         | Le Basque           | Lorient          | 25 febbraio 1956 | 18 ottobre 1957      | 21 dicembre 1979  |
| F774         | L'Agenais           | Lorient          | 26 gennaio 1957  | 14 maggio 1958       | 30 novembre 1985  |
| F775         | Le Béarnais         | Lorient          | 26 gennaio 1957  | 18 ottobre 1958      | 1º giugno 1979    |
| F776         | L'Alsacien (E52B)   | Lorient          | 26 gennaio 1957  | 27 agosto 1960       | 1º settembre 1981 |
| F777         | Le Provencal (E52B) | Lorient          | 5 ottobre 1957   | 6 novembre 1959      | 31 marzo 1981     |
| F778         | Le Vendéen (E52B)   | La Seyne-sur-Mer | 27 luglio 1957   | 1º ottobre 1960      | 3 giugno 1982     |